# Foreigner (Cat-Stevens-Album)
Foreigner ist das 1973 erschienene siebte Studioalbum des Sängers und Songwriters Cat Stevens.

## Geschichte
Das siebte Album von Cat Stevens erschien im Juli 1973. Aus steuerlichen und künstlerischen Gründen hielt Stevens sich häufig außerhalb Großbritanniens auf. Im August 1974 verließ er sogar offiziell seine Heimat. Die Aufnahmen zum Album fanden auf Jamaika statt.
Musikalisch führte Cat Stevens wesentliche Veränderungen ein; so trennte er sich vorübergehend von seinem musikalischen Weggefährten Alun Davies sowie von seinem Produzenten Paul Samwell-Smith und übernahm bei den Aufnahmen selbst die Produktion. Weiterhin wurde der Sound, wie schon bei dem Vorgängeralbum Catch Bull at Four verändert, diesmal in Richtung Soul. Die erste Seite der damaligen Langspielplatte bestand lediglich aus der 18-minütigen Foreigner Suite, die aus einzelnen Fragmenten besteht und auch Teile der 2006 erschienenen Single Heaven / Where True Love Goes enthält. Als Single wurde The Hurt ausgekoppelt.
Foreigner erreichte in den britischen und amerikanischen Charts Platz drei, in der Bundesrepublik Deutschland Platz 18.
Das Album wurde im Jahr 2000 in einer von Ted Jensen remasterten Version wiederveröffentlicht.

## Titelliste
Alle Titel wurden von Cat Stevens geschrieben.
Seite 1
1. Foreigner Suite – 18:06

Seite 2
1. The Hurt – 4:09
2. How Many Times – 4:18
3. Later – 4:40
4. 100 I Dream – 4:04